# اوزوچه
اوزوچه (به صربی: Uzveće) یک منطقهٔ مسکونی در صربستان است که در بوگاتیچ واقع شده‌است.